# Armoriale dei comuni della provincia di Catanzaro
Questa pagina contiene le armi (stemmi e blasonature) dei comuni della provincia di Catanzaro.
| Stemma                                                                  | Comune e blasonatura | Gonfalone e/o bandiera           |
| ----------------------------------------------------------------------- | --- | -------------------------------- |
|                                                                         | Albi Partito di rosso e di azzurro, alla verghetta d'argento attraversante sulla partizione, carica delle lettere ALBI disposte l'uno sotto l'altra di nero; nel primo alla stella di sei punte d'argento; nel secondo al castello torricellato di un pezzo al naturale. Ornamenti esteriori da Comune. D.C.G. del 9 giugno 1937 Gonfalone: drappo di colore bianco, riccamente ornato di ricami argentati e caricato dallo stemma con l'iscrizione centrata in argento "Comune di Albi". Le parti di metallo e i nastri sono argentati. Nella freccia è rappresentato lo stemma e sul gambo è inciso il nome. Cravatta e nastri ricolorati dai colori nazionali fregiati d'argento. |                                  |
|                                                                         | Amaroni D'argento, alla corona all'antica di rosso, cimata da una croce a tau d'oro. Ornamenti esteriori da Comune. Gonfalone: drappo partito di bianco e di rosso, riccamente ornato di ricami d'argento e caricato dello stemma sopra descritto, con la iscrizione centrata in argento Comune di Amaroni. Le parti in metallo ed i cordoni sono argentati. L'asta verticale è ricoperta di velluto con i colori del drappo, alternati con bullette argentate poste a spirale. Nella freccia è rappresentato lo stemma del Comune e sul gambo è inciso il nome. Cravatte e nastri ricolorati dai colori nazionali frangiati d'argento. D.P.R. del 17 maggio 1978, concessione di stemma e gonfalone |                                  |
|                                                                         | Amato Tre colli sormontati da tre pini e fiancheggiati a destra da una torre, in alto, il sole e in basso il fiume, il tutto racchiuso in una cornice ovale con la dicitura in alto: 'LA ONIVERCITA DELAMATU' ed in basso 'COMUNE DI AMATO' in lettere maiuscole. |                                  |
|                                                                         | Andali Su sfondo rosso fondato in punta un'aquila reale in posizione di volo. La testa è girata a destra e le ali sono spiegate. Sopra una corona comunale a torre con interno rosso. |                                  |
|                                                                         | Argusto Su sfondo d'argento, una mucca su una collina di verde. In alto a sinistra tre spighe gialle. Ornamenti esteriori da Comune. Gonfalone: drappo appuntato di azzurro… |                                  |
|                                                                         | Badolato D'azzurro, alle tre torri d'oro, merlate di cinque, aperte di nero, la centrale più alta. Ornamenti esteriori da Comune. Gonfalone: drappo di azzurro leggermente appuntato… |                                  |
| Stemma precedentemente in uso                                           | Belcastro Gonfalone: drappo partito di giallo e di rosso… Stemma precedentemente in uso: castello a tre torri (la centrale più alta) su sfondo a bande oblique di color rosso e giallo antico e relativo corona comitale, sormontata da dodici perle, sostenute da altrettanti punte. Ad ornamento dello stemma figurano in basso due rami di ulivo e di quercia, intrecciati alla base da nastro ed in alto una stella polare ed ulteriore nastro del medesimo colore giallo antico recante la scritta 'Bellicastrum'. | Gonfalone precedentemente in uso |
|                                                                         | Borgia Un toro su colline, ramoscello d'ulivo, tralcio di vite e tre stelle a cinque punte, racchiusi in un ovale con sovrapposta corona circondato da rami di quercia ed alloro |                                  |
|                                                                         | Botricello Partito semitroncato: il PRIMO, di verde, alla colonna ionica d'oro, fondata sulla campagna di azzurro, mareggiata di argento; il SECONDO, di azzurro, al sole d'oro; il TERZO, di rosso, alle sette spighe di grano impugnate, d'oro, legate di azzurro. Ornamenti esteriori da Comune D.P.R. 9 gennaio 2006 Gonfalone: drappo di bianco con la bordatura di rosso… |                                  |
|                                                                         | Caraffa di Catanzaro Di rosso all'aquila di nero dal volo spiegato. Ornamenti esteriori di Comune Gonfalone: Drappo di azzurro… |                                  |
| Stemma con corona da Comune                                             | Cardinale D'argento alle tre querce al naturale nodrite sulla campagna di verde, al capo di rosso caricato di tre stelle (6) d'argento ordinate in fascia Gonfalone: drappo partito di bianco e di rosso… |                                  |
|                                                                         | Carlopoli Di oro, all'effigie della Beata Vergine Maria, in maestà, movente dalla punta, il viso alquanto volto a sinistra, il viso, il collo, le mani di carnagione, capelluta di nero, il capo coperto dal grande e lungo manto di azzurro avvolgente le spalle e i fianchi, vestita con la tunica di verde; la Vergine tenente unito a Sé con la mano destra il Divin Figlio, con la mano sinistra tenente i di Lui piedi, il figlio di carnagione, capelluto di nero, posto a destra, con il viso alquanto volto a destra, il fianco destro coperto dal panno di argento, con il braccio destro proteso sotto il collo della Madre, con il braccio sinistro celato dietro il di Lei collo, l'effigie caricata a destra in punta dal cuore di rosso, infiammato dello stesso: Ornamenti esteriori da Comune. D.P.R. del 13 novembre 2002 |                                  |
|                                                                         | Catanzaro L'aquila imperiale al volo abbassato coronata d'oro, recante nel rostro un cartiglio svolazzante in fascia col motto Sanguinis Effusione ed accollata dallo scudetto a pera d'azzurro al monte di tre cime moventi dalla campagna e nel capo la corona d'oro all'antica di sei punte Blasonatura ufficiale: D'argento, all'aquila dal volo abbassato al naturale, rostrata, membrata e coronata all'antica d'oro, tenente sul becco una lista svolazzante d'azzurro col motto: Sanguinis Effusione; in oro. L'aquila caricata in petto da uno scudetto ovato di rosso al monte di tre cime di verde movente dalla punta e sormontato da una corona antica di oro. Ornamenti esteriori da Città (Capo del Littorio) D.C.G. del 30 maggio 1940 Gonfalone: drappo palato di otto, di giallo e di rosso… |                                  |
|                                                                         | Cenadi |                                  |
|                                                                         | Centrache Di cielo, all'eremita Sant'Onofrio, in maestà, di marcata magrezza, ignudo, di carnagione, barbuto e capelluto di argento, aureolato d'oro, i fianchi coperti da fronde intrecciate, di verde, tenente con la mano sinistra il lungo bastone di legno al naturale, il Santo sostenuto dalla campagna d'oro, i piedi attraversanti, essa campagna caricata in punta dal ruscello di azzurro, uscente dai fianchi, sinuoso in fascia, e sostenente a sinistra la rupe d'oro, aperta dalla cavità, dello stesso, uscenti dal fianco sinistro. Ornamenti esteriori da Comune. D.P.R. 12 settembre 2005 |                                  |
|                                                                         | Cerva |                                  |
|                                                                         | Chiaravalle Centrale |                                  |
|                                                                         | Cicala Cicala svolazzante su un castagno con frutti d'oro posto su un cielo azzurro, il tutto racchiuso in uno scudo sovrastato da una corona fortificata e con scritta sottostante “Cicala”. |                                  |
|                                                                         | Conflenti Un'aquila con le ali aperte che sovrasta con gli artigli un albero sulla destra e un libro, sulla sinistra, riportante la dicitura “V. Butera - prima cantu e ddopu cuntu”. |                                  |
|                                                                         | Cortale Raffigura in sintesi grafica San Giovanni Battista su sfondo bianco-azzurro. |                                  |
|                                                                         | Cropani |                                  |
| Stemma usato sul gonfalone                                              | Curinga Scudo con fondo rosso e bordo giallo-oro, mano chiusa a pugno che regge tre spighe di grano argento e oro recante in alto a sinistra stella a cinque punte di colore rosso iscritta in cerchio a fondo giallo il tutto sovrastato da corona turrita sormontata dalla scritta comune di curinga. L'insieme è racchiuso in due ramoscelli di quercia e di alloro legati da nastro rosso bordato di giallo. Gonfalone: drappo partito di giallo e di rosso… |                                  |
|                                                                         | Davoli Di rosso, ai tre alberi di limone, con la chioma di verde e il tronco al naturale, l'albero centrale più alto e con la chioma più ampia, fruttato di undici d'oro, gli alberi laterali più esigui e più bassi, ognuno fruttato di sette d'oro, i tre alberi nodriti nei tre colli all'italiana di argento, uniti, fondati in punta, il colle centrale più largo e più alto. Sotto lo scudo, su lista bifida e svolazzante di rosso, il motto, in lettere maiuscole di nero, SEMPER FIDELIS DABOLIS. Ornamenti esteriori da Comune. D.P.R. 24 maggio 2005 |                                  |
|                                                                         | Decollatura D'argento, a tre cime: sulla centrale è posta una pianta di castagno verde, sulle laterali una spiga di frumento dorata. |                                  |
|                                                                         | Falerna D'azzurro, al cavallo baio inalberato, affiancato da un tronco d'ulivo d'oro sradicato e da un ramoscello verde che si origina dalle radici dell'albero. |                                  |
|                                                                         | Feroleto Antico D'azzurro, al guerriero argentato, armato di tutto punto, tenente con la mano sinistra la testa mozzata e sanguinante del nemico e con la mano destra una spada argentea. Il tutto è rappresentato su un colle di verde, unito a due colline, sormontate da due ferole verdi munite di frutti dorati. Sotto lo scudo, su lista azzurra, bifida e svolazzante, spicca il motto, in lettere maiuscole: «SEMPRE VIVA CHI È FEDELE». |                                  |
|                                                                         | Fossato Serralta Di azzurro, all'olivo con la chioma verde fruttata di quattro di nero, fustato al naturale, nodrito nel monte all'italiana di tre colli, d'argento, fondato in punta, esso olivo accompagnato in capo da tre stelle di sei raggi, male ordinate, d'oro. Ornamenti esteriori da Comune. D.P.R. 26 luglio 2002, trascritto nel Registro Araldico dell'Archivio Centrale dello Stato il 21 agosto 2002 e trascritto nei registri dell'Ufficio Onorificenze e Araldica il 3 ottobre 2002 al Reg. anno 2002, p. n. 66 |                                  |
|                                                                         | Gagliato D'argento, allo scaglione d'azzurro, passante dietro un leone al naturale, su campagna di verde. Gonfalone: Drappo partito d'azzurro e di bianco ornato di ricami d'argento… |                                  |
|                                                                         | Gasperina D'azzurro, alla fanciulla vestita di bianco, ferma su un monte alla tedesca nell'atto di impugnare con la mano destra la spada e con la mano sinistra il libro. Gonfalone: Drappo partito d'azzurro e di giallo… |                                  |
|                                                                         | Gimigliano D'azzurro, ai tre cime di verde dai quali fuoriesce, a mezzo busto, San Giuseppe. D.P.C.M. del 23 gennaio 1951 |                                  |
|                                                                         | Girifalco È costituito da tre torri sorvolate da un falco. |                                  |
|                                                                         | Gizzeria D'azzurro, a San Giovanni Battista accompagnato in punta da un agnello e in capo da una croce di Malta biforcata. D.C.G. del 19 dicembre 1940 Gonfalone: Drappo d'azzurro… |                                  |
|                                                                         | Guardavalle |                                  |
|                                                                         | Isca sullo Ionio D'azzurro, al Santo Vescovo, in maestà, posto a destra, il viso e le mani di carnagione, barbuto in argento, il capo coperto dalla mitra d'oro, aureolato dello stesso, vestito con il camice di argento, con il manto di rosso, con la stola d'oro, trattenuta dal cingolo dello stesso, il petto ornato dalla piccola croce di nero, il braccio destro alzato, con la mano tenente la palma di verde, posta in sbarra, la mano sinistra tenente il pastorale d'oro, posto in sbarra alzata, il Vescovo accompagnato a sinistra dalla torre d'argento, murata di nero, merlata alla guelfa di quattro, finestrata e chiusa di nero, torre e Vescovo sostenuti dalla pianura erbosa di verde. Ornamenti esteriori da Comune. Gonfalone: Drappo di bianco riccamente ornato di ricami d'argento e caricato dallo stemma civico con la iscrizione centrata in argento, recante la denominazione del Comune. Le parti di metallo ed i cordoni saranno argentati. L'asta verticale sarà ricoperta di velluto bianco con bullette argentate poste a spirale. Nella freccia sarà rappresentato lo stemma del Comune e sul gambo inciso il nome. Cravatta con nastri tricolorati dai colori nazionali frangiati d'argento. |                                  |
|                                                                         | Jacurso D.P.R. 25 ottobre 2000 Gonfalone: Drappo di giallo bordato di azzurro… |                                  |
|                                                                         | Lamezia Terme Raffigura, in forma stilizzata: il Bastione dei Cavalieri Malta, emblema della città; tre stelle, che sono i tre ex comuni; nonché la scritta latina Vis Unita Fortior. |                                  |
|                                                                         | Magisano Gonfalone: drappo trinciato di azzurro e di bianco… |                                  |
|                                                                         | Maida D'oro alla donna vestita di bianco che impugna la mano destra una spada d'argento posta in palo e con la mano sinistra un serto di alloro verde. D.P.R. del 2 agosto 1982 Gonfalone: drappo troncato di verde e di azzurro… |                                  |
| Versione alternativa, talvolta usata dal comune, con lo scudo d'azzurro | Marcedusa D'argento (alias d'azzurro) all'anfora al naturale accompagnata nel cantone destro dall'aquila bicipite di nero. Gonfalone: drappo di azzurro… |                                  |
| Stemma utilizzato dal comune ma mai concesso                            | Marcellinara Gonfalone: Drappo di giallo bordato di azzurro… |                                  |
|                                                                         | Martirano Gonfalone: drappo di azzurro… |                                  |
|                                                                         | Martirano Lombardo Stemma di nero all'aquila rivoltata d'oro coronata all'antica, artigliata su due vette uscenti dalla punta; il tutto d'oro. Ornamenti esteriori da Comune Gonfalone: Drappo in giallo riccamente ornato di ricami d'argento e caricato dello stemma con la iscrizione centrata in argento: Comune di Martirano Lombardo. Le parti di metallo ed i cordoni sono argentati. L'asta verticale è ricoperta di velluto giallo con bullette argentate poste a spirale. Nella freccia è rappresentato lo stemma del Comune e sul gambo inciso il nome. Cravatta e nastri tricolorati dai colori nazionali frangiati d'argento. |                                  |
|                                                                         | Miglierina Partito: nel Primo, di azzurro, alle tre spighe, d'oro, legate di rosso; nel Secondo, d'oro, ai grani di rena d'argento, male ordinati. Ornamenti esteriori di Comune. D.P.R. n. 3520 del 16 novembre 1983 Gonfalone: Drappo partito di giallo e di azzurro… D.P.R. n. 3520 del 16 novembre 1983 |                                  |
|                                                                         | Montauro Di nero, alla croce argentea, posta sulla cima di una montagna di verde. Gonfalone: Drappo di bianco… |                                  |
|                                                                         | Montepaone D'argento, al pavone fermo sulla cima centrale dei tre colli all'italiana di verde, fondati in punta sullo scudo. |                                  |
|                                                                         | Motta Santa Lucia Di rosso, a Santa Lucia vestita di bianco, ferma su tre monti d'argento, nell'atto di impugnare, con una mano, una coppa contenente due occhi e, con l'altra, un ramo di palma. |                                  |
|                                                                         | Nocera Terinese D'argento, alla sirena uscente dal mare e suonante la lira, il tutto al naturale. Decreto del 16 luglio 1936 |                                  |
|                                                                         | Olivadi D'oro, al palazzotto di rosso, mattonato, chiuso e finestrato di due in fasce, di nero, coperto dal tetto di rosso, unito a destra alla torre di rosso, mattonata di nero, priva di merli, torre e palazzotto fondati sulla pianura erbosa di verde e accompagnati nel canton sinistro del capo dal ramo di ulivo, posto in banda, di verde, fogliato di nove, dello stesso, fruttato di sei, di nero, Ornamenti esteriori da Comune. Gonfalone: Drappo di rosso, riccamente ornato di ricami d'argento caricato dallo stemma sopra descritto con la iscrizione centrata in argento, recante, la denominazione del Comune. Le parti di metallo ed i cordoni saranno argentati. L'asta verticale sarà ricoperta di velluto rosso, con bullette argentate poste a spirale. Nella freccia sarà rappresentato lo stemma del Comune e sul gambo inciso il nome. Cravatta con nastri tricolori dai colori nazionali frangiati d'argento. |                                  |
|                                                                         | Palermiti Campo di cielo, ai tre monti al naturale fondati in punta, accantonati da un grappolo di uva, pampinata di due di verde, di porpora nel canton destro del capo e tre castagne mal disposte nel cantone sinistro del capo. |                                  |
|                                                                         | Pentone D'azzurro, a San Nicola che impugna, con una mano, un pastorale d'argento. |                                  |
|                                                                         | Petrizzi |                                  |
|                                                                         | Petronà Gonfalone: Drappo partito di verde e di azzurro… |                                  |
|                                                                         | Pianopoli D'azzurro al fanciullo, vestito di una tunica bianca, nell'atto di impugnare con la mano destra una spada dorata e con la mano sinistra un sacchetto d'argento, fermo sulla cime centrale dei tre colli all'italiana di argento, sulla cima di ciascuno dei due colli laterali spicca una rosa rossa. D.P.R. del 13 dicembre 1983, trascritto nel Registro Araldico dell'Archivio Centrale dello Stato il 14 marzo 1984 Gonfalone: drappo partito di giallo e di rosso… |                                  |
|                                                                         | Platania D'argento, al platano al naturale, nodrito su di monte roccioso di nero, addestrato da un ramo di acetosa e sinistrato da un ramo di issopo. Ornamenti esteriori da Comune. D.P.R. del 3 gennaio 1972 |                                  |
|                                                                         | San Floro S'azzurro, all'immagine di San Floro, su campagna erbosa di verde, vestito di bianco, impugnante con la mano destra un ramo di palma in banda d'oro e con la sinistra un libro dello stesso. D.P.R. 14 maggio 1976 Gonfalone: Drappo troncato di giallo e di azzurro riccamente ornato di ricami d'argento e caricato dello stemma comunale con l'iscrizione centrale in argento "Comune di San Floro". |                                  |
|                                                                         | San Mango d'Aquino D'azzurro, alla facciata del Santuario della Madonna delle Grazie al naturale fondato su campagna di verde, addestrato da un tralcio di vite fruttato di un grappolo di uva nera, pampinato di un pezzo e sinistrato di un albero di ulivo. D.P.R. 19 gennaio 1966, trascritto nel registro araldico dell'archivio centrale dello Stato il 16 marzo 1966 e trascritto nell'ufficio araldico il 28 marzo 1966 reg. anno 1966 pag. n. 5 e registrato alla Corte dei conti il 24 febbraio 1966 reg. n. 2 Presidenza fog. n. 180 |                                  |
| Stemma precedentemente in uso                                           | San Pietro Apostolo D.P.R. del 27 ottobre 2015 Gonfalone: drappo trinciato di rosso e di giallo… Gonfalone precedentemente in uso: drappo di rosso… | Gonfalone precedentemente in uso |
|                                                                         | San Pietro a Maida Gonfalone: drappo di rosso… |                                  |
|                                                                         | San Sostene |                                  |
|                                                                         | San Vito sullo Ionio D'argento, a San Vito in maestà, vestito con una tunica azzurra e con un mantello rosso. Impugna, con la mano destra una croce rossa e con la mano sinistra il libro dei Vangeli, dorato, e la palma del martirio, verde. In un cantone della punta dello scudo si raffigura un cane pezzato di nero, seduto. D.P.R. n. 3615/83 del 27 ottobre 1983, trascritto nei registri dell'Ufficio Araldico in data 6 febbraio 1984 Gonfalone: drappo d'azzurro riccamente ornato di ricami d'argento e caricato dello stemma con la iscrizione centrata in argento: comune di san Vito sullo Ionio. Le parti di metallo ed i cordoni saranno argentati. L'asta verticale sarà ricoperta di velluto d'azzurro con bullette argentate poste a spirale. Nella freccia sarà rappresentato lo stemma del comune e sul gambo inciso il nome. Cravatta con nastri tricolorati dai colori nazionali frangiati d'argento. |                                  |
|                                                                         | Sant'Andrea Apostolo dello Ionio D'oro, alla effigie di Sant'Andrea Apostolo, in maestà, con il viso, i polsi, le mani, i piedi di carnagione, i piedi calzati con sandali di cuoio naturale, il Santo aureolato d'oro, capelluto e barbuto di nero, con la tunica di verde e con il manto rosso bordato d'oro, tenente con la mano destra la croce decussata, di nero, il polso destro munito di nastro rosso con due pesci d'oro, posti in palo, uniti al nastro; tenente con la mano sinistra il libro d'oro con il dorso visibile, la parte inferiore della effigie e la parte inferiore della croce attraversanti sulla campagna di azzurro. Ornamenti esteriori da Comune. Gonfalone : drappo partito di azzurro e di rosso, riccamente ornato di ricami d'argento e caricato dallo stemma sopra descritto con la iscrizione centrata inargento, recante la denominazione del Comune. Le parti di metallo ed i cordoni saranno argentati. L'asta verticale sarà ricoperta di velluto dei colori del drappo, alternati, con bullette argentate poste a spirale. Nella freccia sarà rappresentato lo stemma del Comune e sul gambo inciso il nome. Cravatta con nastri ricolorati dai colori nazionali frangiati d'argento. D.P.R. del 20 ottobre 1998, trascritto nel registro araldico dell'archivio centrale dello Stato il 16 novembre 1998 e trascritto nell'ufficio araldico il 30 novembre 1998 reg. anno 1998 p. n. 154 |                                  |
|                                                                         | Santa Caterina dello Ionio Scudo, con dentro raffigurata una collina tagliata da una ruota di Santa Caterina, sormontata da ramo di palma e di spada incrociate, racchiuso da cornice d'alloro e quercia, il tutto sormontato da una corona. D.P.R. 25 ottobre 2000 Gonfalone: Quadrato di colore celeste i cui lati sono di colore oro; in esso sono raffigurati tre colli con in cima ai colli laterali due cipressi con due stelle ai lati di ognuno, una vicino al piede e una vicino alla cima; parallelo al lato destro è raffigurato un ramo d'alloro, parallelo al lato sinistro un ramo d'ulivo, uniti al centro del lato inferiore da un nastro di colore rosso. Nella parte superiore del Quadrato è scritto racchiuso in un rettangolo di colore bianco, a lettere colore oro, il nome del Comune, 'SATRIANO'. Il lato superiore è sormontato da una corona reale con cinque torri di colore oro. |                                  |
|                                                                         | Satriano Quadrato di colore celeste i cui lati sono di colore oro; in esso sono raffigurati tre colli con in cima ai colli laterali due cipressi con due stelle ai lati di ognuno, una vicino al piede e una vicino alla cima; parallelo al lato destro è raffigurato un ramo d'alloro, parallelo al lato sinistro un ramo d'ulivo, uniti al centro del lato inferiore da un nastro di colore rosso. Nella parte superiore del Quadrato è scritto racchiuso in un rettangolo di colore bianco, a lettere colore oro, il nome del Comune, “SATRIANO”. Il lato superiore è sormontato da una corona reale con cinque torri di colore oro. |                                  |
|                                                                         | Sellia |                                  |
|                                                                         | Sellia Marina In primo piano, un contadino in un campo di grano che impugna nella mano destra una falce, e sullo sfondo un lembo di mare ed il cielo. Lo scudo è sovrastato da corona turrita circondato da un ramo di alloro e di ulivo legati da un nastro rosso. |                                  |
|                                                                         | Serrastretta |                                  |
|                                                                         | Sersale Sbarrato d'oro e d'azzurro di sedici pezzi, al castagno di verde, fustato al naturale, nodrito nella pianura di verde, attraversante. Ornamenti esteriori da comune. Decreto del Presidente della Repubblica del 21 novembre 1996, registrato nel registro dell'ufficio Araldico l'11 dicembre 1996 alla p. n. 96 |                                  |
|                                                                         | Settingiano Di colore azzurro, ai sette colli all'italiana, di rosso, uniti, il colle centrale più alto, i tre colli a destra digradanti in sbarra, i tre colli a sinistra ugualmente digradanti in sbarra, essi colli fondati sulla campagna di verde e sormontati da sette stelle di cinque raggi, d'oro, poste in semicerchio. Ornamenti esteriori da Comune. Gonfalone: drappo di rosso, riccamente ornato di ricami d'argento e caricato dallo stemma sopra descritto con la iscrizione centrale in argento, recante la denominazione del Comune. Le parti di metallo ed i cordoni saranno argentati. L'asta verticale sarà ricoperta di velluto rosso, con bullette argentate poste a spirale. Nella freccia sarà rappresentato lo stemma del Comune e sul gambo inciso il nome. Cravatta con nastri tricolorati dai colori nazionali frangiati d'argento. D.P.R. del 2 aprile 2001, registrato nei Registri dell'Ufficio Araldico in data 14 maggio 2001 |                                  |
|                                                                         | Simeri Crichi D'argento, rappresentato dalla figura di un Santo, vestito di cremisi, aureolato d'oro ed impugnante con la mano destra una spada d'argento, in piedi sulla vetta centrale di un monte di color verde con tre cime, uscente da uno specchio d'acqua al naturale posto nella punta dello scudo. Ornamenti esteriori del Comune. |                                  |
|                                                                         | Sorbo San Basile D’azzurro, al sorbo al naturale, nodrito dalla campagna verdeggiante e attraversato da un cervo fermo d’argento; alla filiera d’oro. D.P.R. del 15 marzo 2018 |                                  |
|                                                                         | Soverato Scudo lobato in campo celeste e figura d'albero attorto della sughera a tre diramazioni con chioma a prato al ceppo, sormontato da corona e contornato da fronde di ulivo e di arancio con frutti congiunte da stella marina. Gonfalone: drappo di azzurro… |                                  |
|                                                                         | Soveria Mannelli Su campo azzurro due spade di argento poste in croce di S. Andrea, accostate in capo da una corona baronale e, in punta, da una fiamma; l'intero scudo è sormontato da una corona e sostenuto da due rami d'ulivo e di querce incrociati. Gonfalone: drappo partito di bianco e di azzurro… |                                  |
|                                                                         | Soveria Simeri D'argento, al bosco di sugheri al naturale, alla campagna d'azzurro, attraversata da un fiume d'argento, ombrato di nero, difluente in banda. Ornamenti esteriori da Comune. Gonfalone: Drappo troncato di azzurro e di bianco caricato dello stemma sopra descritto e riccamente ornato di fregi d'argento. |                                  |
|                                                                         | Squillace Stemma a scudo sovrastato da corona turrita nel quale è simboleggiata l'antica origine magno-greca della città. All'interno, in alto, il toponimo greco della città “ΣΚΥΛΛΑΤΙΩΝ” (SKILLATION), al centro dello stemma una testa di profilo con elmo alato del dio Mercurio, una nave quadriremi, le onde del mare e, infine, i tre colli. Gonfalone: Drappo di azzurro… |                                  |
| Stemma nella versione aulica                                            | Stalettì Di rosso, alla colonna scanalata e diruta, d'argento, attraversata dal ramoscello d'alloro di verde posto in banda e fondata sulla cima centrale di tre basse colline di verde erboso, poste una accanto alle altre, le laterali moventi dai fianchi dello scudo ed emergenti dalla campagna d'azzurro. Essa colonna sinistrata dal crescente figurato d'argento. Ornamenti esteriori da Comune. Gonfalone: Drappo di azzurro… |                                  |
|                                                                         | Taverna |                                  |
|                                                                         | Tiriolo All'interno di una cornice a forma di scudo sono raffigurate tre torri merlate con sopra due stelle, il tutto sormontato da una corona a cinque punte ed all'interno di due ramoscelli, uno di alloro e l'altro di quercia, legati da un nastro rosso. |                                  |
|                                                                         | Torre di Ruggiero Di argento, alla torre di due palchi, di rosso, mattonata di nero, merlata alla ghibellina, il palco superiore di quattro, quello inferiore di cinque, essa torre posta a destra, finestrata nel palco superiore di tre finestre, di nero, poste in fascia, il palco inferiore chiuso dello stesso, fondata sulla pianura di verde, sostenuta dal leone di azzurro, linguato e allumato di rosso, la zampa anteriore destra posta sul merlo laterale de! palco inferiore, la zampa anteriore sinistra poggiata sul fianco della torre, la zampa posteriore sinistra sostenuta dalla pianura. Ornamenti esteriori da Comune. D.P.R. dell'11 ottobre 1999 Gonfalone: Drappo partito di verde e di rosso… D.P.R. dell'11 ottobre 1999 |                                  |
|                                                                         | Vallefiorita D'azzurro a Sant'Elia, vestito di bianco con la pianeta rossa bordato d'oro, raffigurato nell'atto di impugnare con la mano sinistra una spada d'argento posta in banda. |                                  |
|                                                                         | Zagarise |                                  |